# シェアラボ
ShareLab（シェアラボ）とは、日本の業務用3Dプリンターやアディティブ・マニュファクチャリングに関するポータルサイト。

## 概要
イントリックス株式会社が公設試験研究機関や民間研究機関が保有する試験・分析機器の検索用ポータルサイトとして2017年に開設し、2018年頃から3Dプリンターや三次元造形技術に関するものに特化していった。2024年時点で日本国内唯一の3Dプリンターに関するポータルサイトである。
日本で購入可能な3Dプリンターの検索機能のほか、ShareLab NEWS（シェアラボ ニュース）として、3Dプリンターや三次元造形技術に関する記事を発表しており、2024年時点で約1,300本の記事が掲載されている。
JTBコミュニケーションデザイン社が主催する国内最大級3Dプリンティング&AM技術の総合展「TCT Japan」のメディアパートナー。

## 提供サービス

### 業務用3Dプリンター機器検索機能
国内で購入可能な3Dプリンターを検索できる業務用3Dプリンター機器検索機能を提供。使用できる材質・造形領域・価格帯から検索し、詳細情報を取得することができる。

### ニュース・事例紹介
ShareLab NEWS（シェアラボ ニュース）にて、国内外の業務用3Dプリンターに関する最新情報から、アディディブ・マニュファクチャリングの活用事例など、プレスリリースだけでなく独自取材をベースに、国内の3Dプリンターユーザーに向けた情報を幅広く提供

### 基礎知識「業務用3Dプリンターについて学ぶ」
国内での業務用3Dプリンターの活用推進を目的とし、基本的な3Dプリンターの基礎知識から、選定ガイドや導入の負担を軽減する助成金まで、幅広く業務用3Dプリンターに関する情報を体系的に整理している。

## 来歴
- 2017年　サイト運営開始
- 2018年　3Dプリンターを利用できる施設検索サービス開始
- 2019年7月　3Dプリンターの業界ニュース情報サイト[6]開設
- 2019年10月　TCT Japan公式メディアパートナーに。
- 2020年7月　ひょうごメタルベルトコンソーシアムにてTCT Japanのレビュー講演を担当
- 2020年11月　ひょうごメタルベルトコンソーシアムにてフォームネクストフォーラム東京[7]のレビュー講演を担当
- 2020年12月　国内で購入できる3Dプリンターの検索サービス[8]開始